# Goodeinae
Sous-famille
Les Goodeinae sont une sous-famille de poissons téléostéens (Teleostei). Cette sous-famille fait partie de la famille des Goodeidae dont toutes les espèces vivent dans une région du Mexique appelée « Mesa Centrale ».

## Liste des genres et espèces
Selon World Register of Marine Species (30 juillet 2017) :
- genre Allodontichthys Hubbs & Turner, 1939
- genre Alloophorus Hubbs & Turner, 1939
- genre Allotoca Hubbs & Turner, 1939
- genre Ameca Miller & Fitzsimons, 1971
- genre Ataeniobius Hubbs & Turner, 1939
- genre Chapalichthys Meek, 1902
- genre Characodon Günther, 1866
- genre Girardinichthys Bleeker, 1860
- genre Goodea Jordan, 1880
- genre Ilyodon Eigenmann, 1907
- genre Skiffia Meek, 1902
- genre Xenoophorus Hubbs & Turner, 1939
- genre Xenotaenia Turner, 1946
- genre Xenotoca Hubbs & Turner, 1939
- genre Zoogoneticus Meek, 1902

## Galerie, quelques espèces

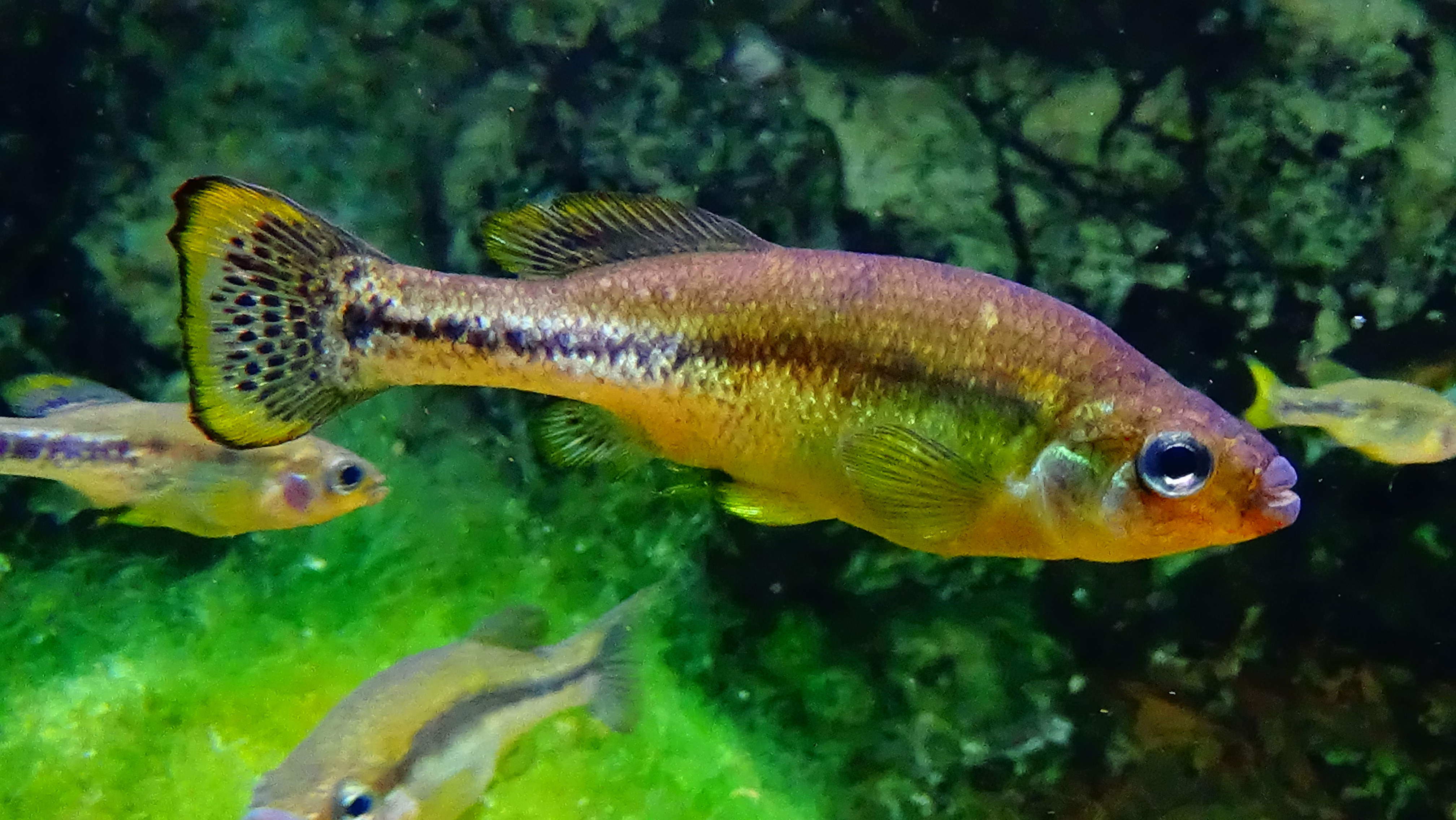
Ilyodon xantusi
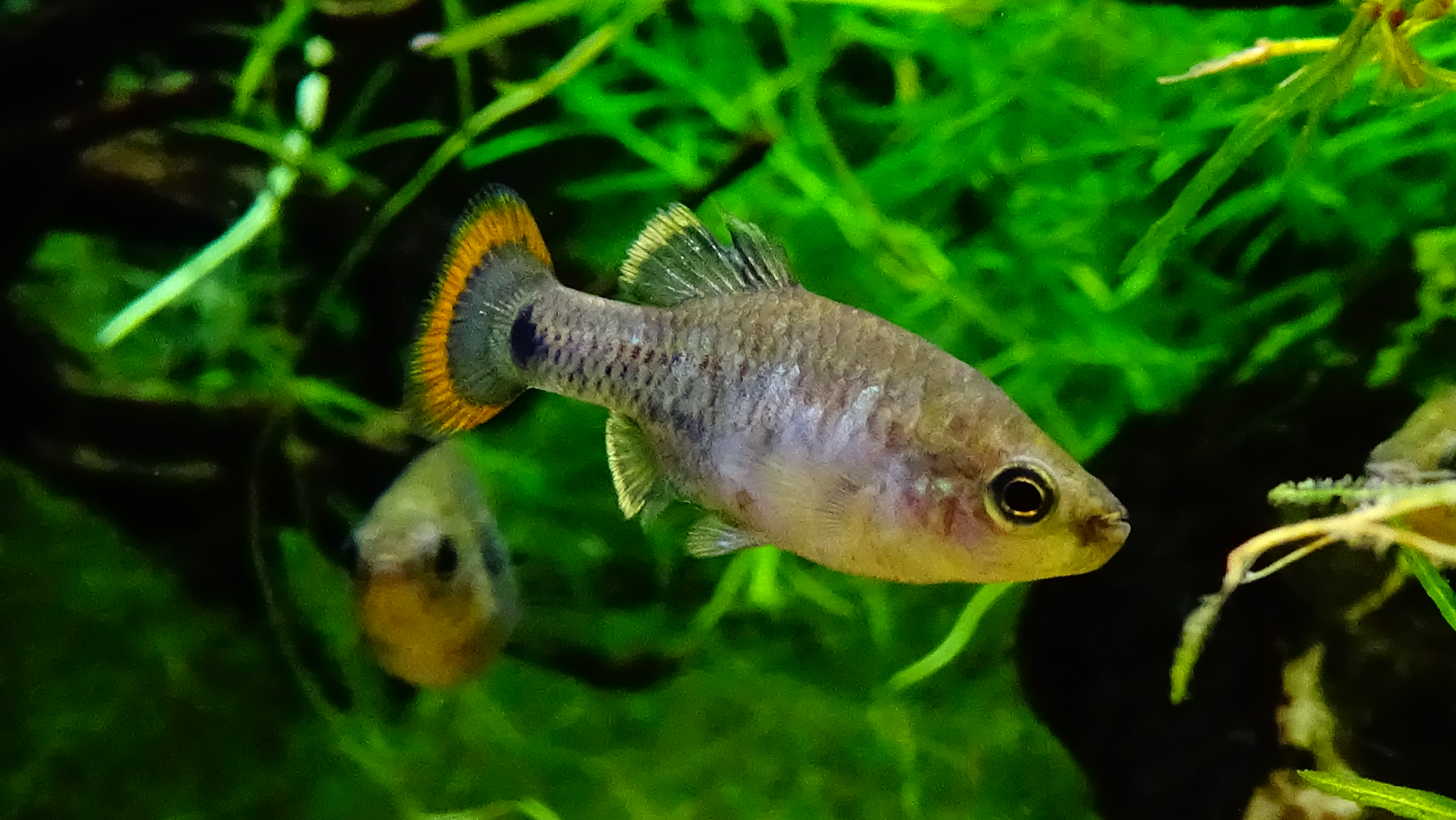
Zoogoneticus tequila

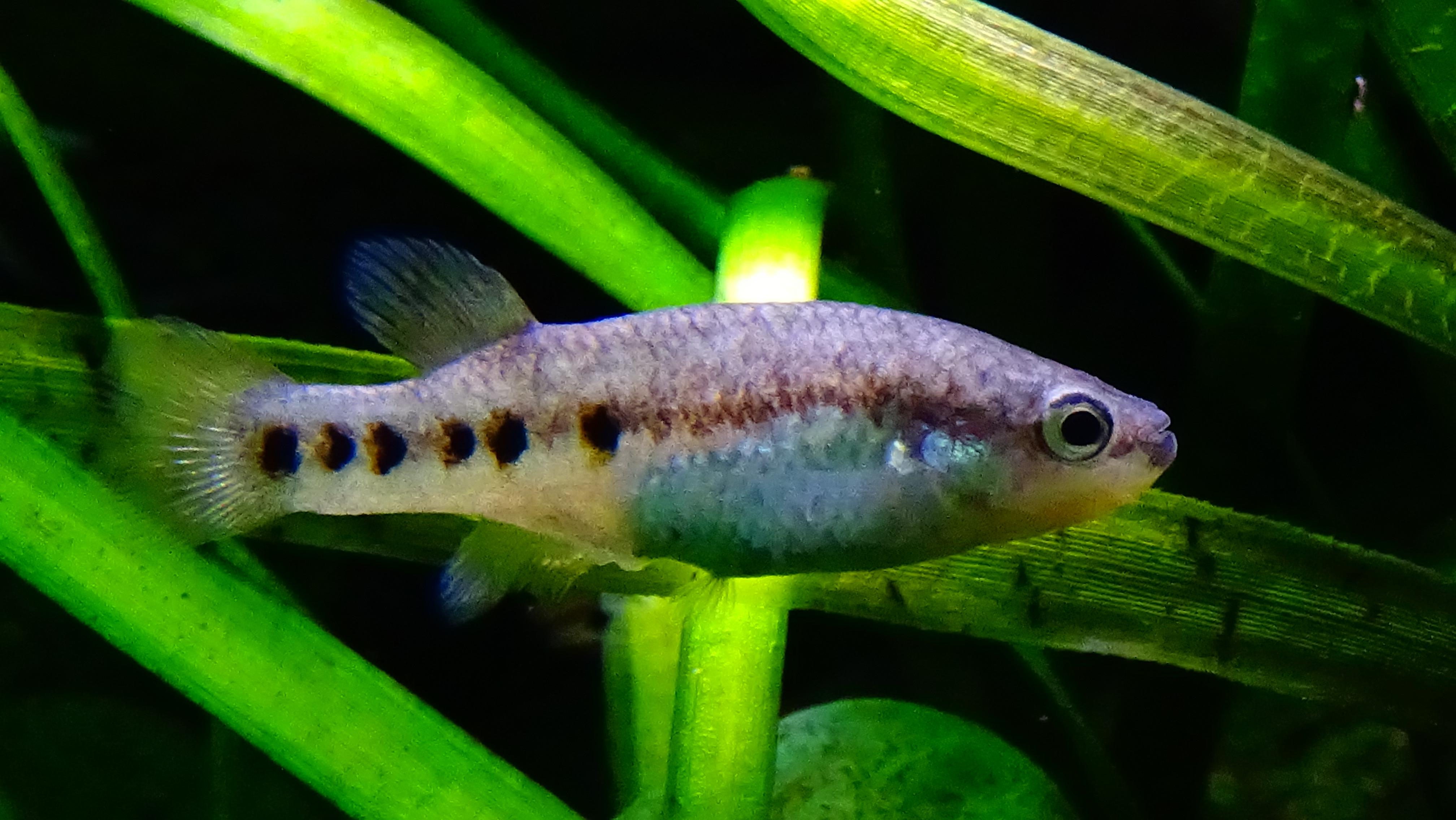
Characodon lateralis
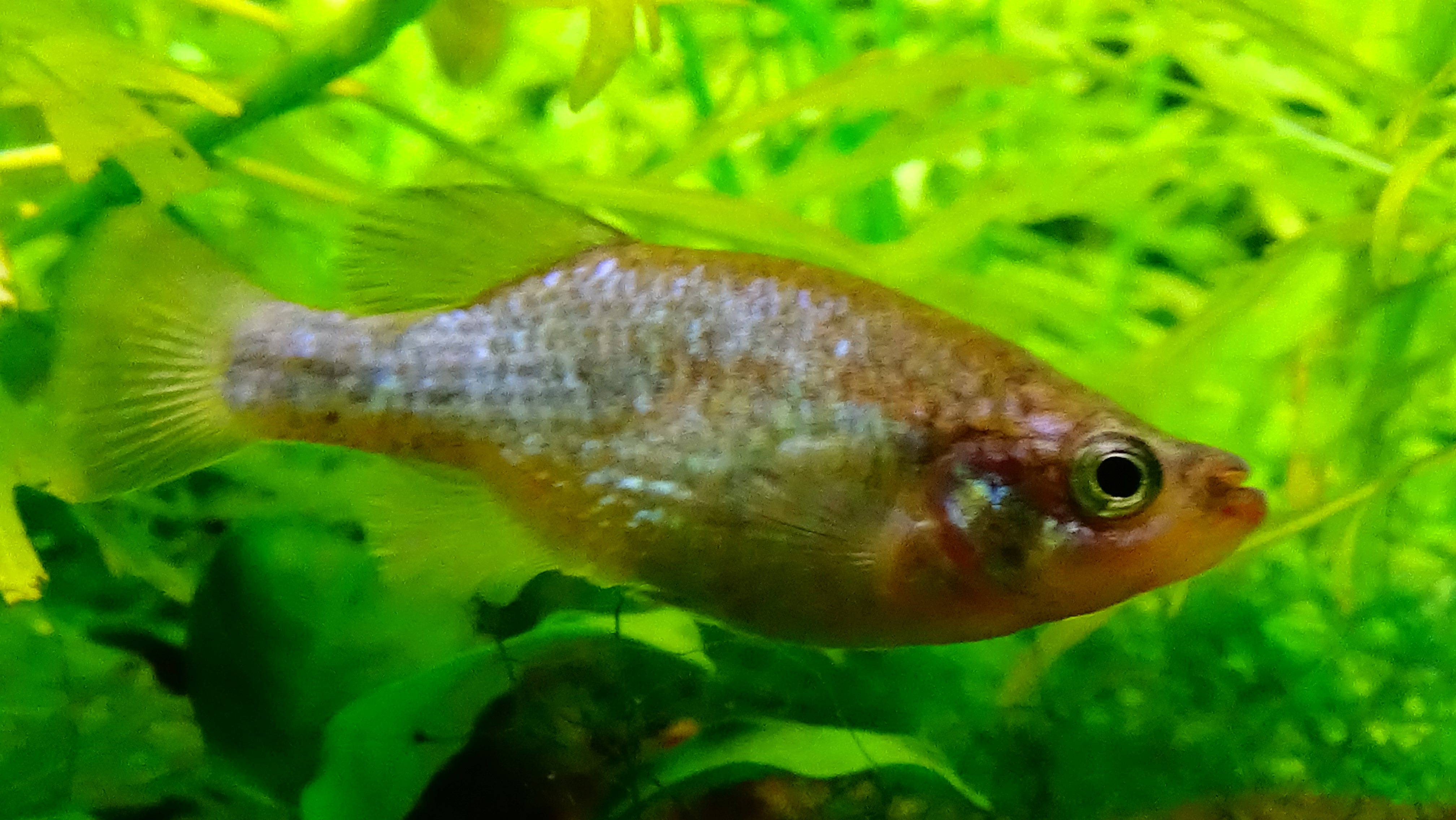
Xenoophorus captivus
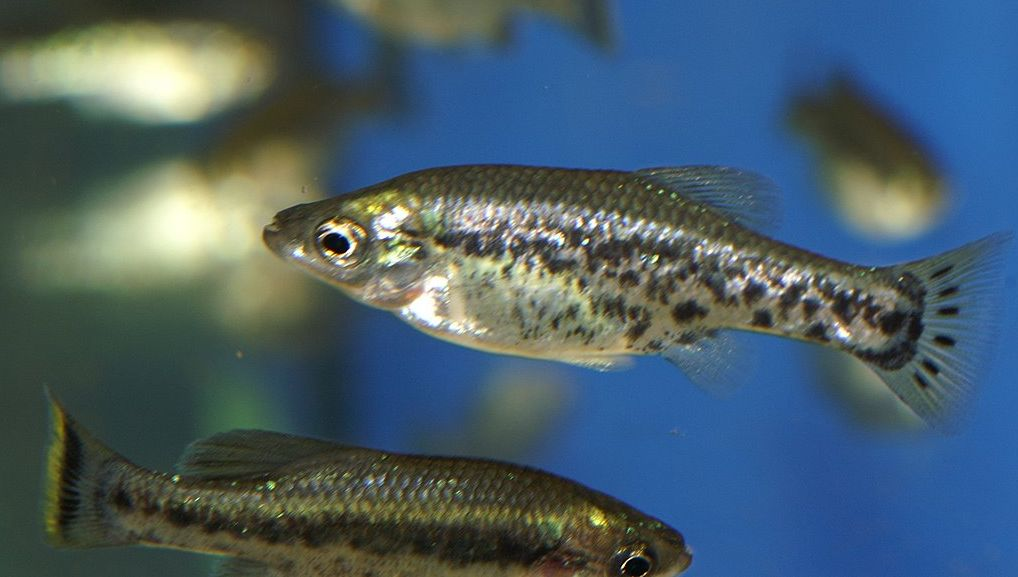
Ameca splendens